# Józef Breuer
Józef Breuer (Brajer) (ur. 10 października 1808, zm. 8 września 1877 we Lwowie) – lwowski bankier i przedsiębiorca transportowy niemieckiego pochodzenia.

## Życiorys
Przybył w 1826 ze Śląska, od 1853 prezes Lwowskiej Izby przemysłowo-handlowej, od 1861 poseł do Sejmu Krajowego Galicji I, II i III kadencji i do Izby Poselskiej Rady Państwa Austrii.
Kawaler Orderu Żelaznej Korony III klasy. 1873 nobilitowany do II. stopnia szlacheckiego z dodatkiem Ritter von Bertemilian. Przydomek utworzono od imion trojga dzieci nobilitowanego – Berty, Emila i Jana.
We Lwowie był właścicielem Brajerówki na Krakowskim Przedmieściu, gdzie w 1885 wytoczono ul. Brajerowską (obecnie ul. Bohdana Łepkoho).
Wybrany do Sejmu Krajowego I i II kadencji w II kurii z Lwowskiej Izby Handlowej i Przemysłowej.
Pochowany we Lwowie na Cmentarzu Łyczakowskim (pole 10) w grobowcu rodzinnym Trenklów, Breuerów i Weigla. Pomnik z piaskowca dłuta Antoniego Schimsera przedstawia grupę z trzech postaci: geniusza śmierci, zasmuconą kobietę i geniusza życia ze zgaszoną pochodnią.

## Literatura dodatkowa
- Marjan Tyrowicz: Breuer Józef. W: Polski Słownik Biograficzny. T. 2: Beyzym Jan – Brownsford Marja. Kraków: Polska Akademia Umiejętności – Skład Główny w Księgarniach Gebethnera i Wolffa, 1936, s. 428–429. Reprint: Zakład Narodowy im. Ossolińskich, Kraków 1989, ISBN 83-04-03291-0
- "Wykaz Członków Sejmu krajowego królestwa Galicyi i Lodomeryi, tudzież wielkiego xięstwa Krakowskiego 1863", Lwów 1863
- Stanisław Grodziski, Sejm Krajowy Galicyjski 1861-1914, Warszawa: Wydawnictwo Sejmowe, 1993, ISBN 83-7059-052-7, OCLC 830051670. Brak numerów stron w książce